# Sơn Lang
Sơn Lang là một xã thuộc tỉnh Gia Lai, Việt Nam.
Xã Sơn Lang có diện tích 335,58 km², dân số năm 1999 là 3.019 người, mật độ dân số đạt 9 người/km².